# Miriam Frenken
Miriam Frenken (Düsseldorf, 20 de septiembre de 1984) es una deportista alemana que compitió en piragüismo en las modalidades de aguas tranquilas y maratón. Ganó una medalla de plata en el Campeonato Mundial de Piragüismo de 2006 y una medalla de plata en el Campeonato Europeo de Piragüismo de 2006, ambas en la prueba de K4 1000 m.
En la modalidad de maratón, obtuvo una medalla de plata en el Campeonato Europeo de 2009.

## Palmarés internacional

### Piragüismo en aguas tranquilas
| Campeonato Mundial | Campeonato Mundial       | Campeonato Mundial | Campeonato Mundial |
| Año                | Lugar                    | Medalla            | Competición        |
| ------------------ | ------------------------ | ------------------ | ------------------ |
| 2006               | Szeged (Hungría)         | Medalla de plata   | K4 1000 m          |
| Campeonato Europeo |                          |                    |                    |
| Año                | Lugar                    | Medalla            | Competición        |
| 2006               | Račice (República Checa) | Medalla de plata   | K4 1000 m          |

### Piragüismo en maratón
| Campeonato Europeo | Campeonato Europeo | Campeonato Europeo | Campeonato Europeo |
| Año                | Lugar              | Medalla            | Competición        |
| ------------------ | ------------------ | ------------------ | ------------------ |
| 2009               | Ostróda (Polonia)  | Medalla de plata   | K1                 |